# Johannes Langenberg
Johannes Lucas Langenberg (Haarlem, 16 juni 1923 - 8 november 2002) was een Nederlands vlagofficier bij de Koninklijke Marine.

## Levensloop
Langenberg werd geboren in Haarlem. Na zijn geboorte vertrok hij met zijn vader en moeder naar Nederlands-Indië, waar zijn moeder vandaan kwam en zijn vader in het onderwijs werkte. Hier werden nog vijf broers en een zuster geboren. In 1941 ging hij naar de adelborstenopleiding van het KIM in Soerabaja. Het eerste schip waarop hij en enkele jaargenoten tijdelijk werden geplaatst was Hr.Ms. kruiser De Ruyter.

### Tweede Wereldoorlog
Na de verovering van Nederlands-Indië door Japan moest de opleiding worden geëvacueerd. korporaal-adelborst Langenberg kreeg de opdracht om alle leerlingen te begeleiden naar Tjilatjap waar werd ingescheept op SS Kota Baroe. Via Colombo, Durban, Kaapstad en Liverpool kwam hij terecht in Enys House, de verblijfplaats van de Nederlandse adelborsten in Cornwall. Hierna ging hij voor drie maanden naar het Britannia Royal Navy College in Dartmouth, gevolgd door zes maanden praktijkonderwijs bij het Naval College vanuit Portsmouth aan boord van de torpedobootjager HMS Highlander en het escorteschip HMS Gardiner. Deze schepen werden ingezet in de Slag om de Atlantische Oceaan. Hierna volgde Langenberg een artillerieopleiding in Chatham. In 1944 vertrok hij met de Hr.Ms. Heemskerk via Amsterdam in 1945 naar Nederlands-Indië. Daar diende hij als oudste officier op een aantal mijnenvegers en als laatste als vuurleider/zeeofficier op de Hr.Ms. Piet Hein tijdens de Politionele Acties.

### Loopbaan bij de Koninklijke Marine
In 1947 keerde hij terug uit Indië en vervolgde zijn artillerieopleiding in het Fort Erfprins in Den Helder. In 1949 trouwde hij met Alida Lambertina Horst. Het paar kreeg een zoon en dochter. In 1951 werd Langenberg geplaatst op Hr.Ms. Tjerk Hiddes. In 1953 werd hij bevorderd tot artillerieofficier. In deze functie was hij hoofd sectie geleide wapenprojectielen, hoofd sectie codificatie magazijnen en hoofd sectie bevoorrading bij de afbouw van onderzeebootjagers. Vervolgens had hij weer varende functies als vuurleider op het vliegdekschip Hr.Ms. Karel Doorman en de kruiser Hr.Ms. De Zeven Provinciën. Van augustus 1957 tot december 1958 was hij eerste officier op Hr.Ms. kruiser De Ruyter.
Van december 1958 tot september 1960 had hij de functie van artillerie stafofficier van eskader 1 en van september 1960 tot oktober 1962 was hij stafofficier bij de Commandant der Zeemacht. In november en december 1966 was hij eerste officier op de kruiser Hr.Ms. De Zeven Provinciën. Van december 1966 tot september 1967 was hij belast met het toezicht op bouw van fregatten van de Van Speijkklasse bij de Koninklijke Maatschappij De Schelde in Vlissingen. Van maart 1967 tot 29 augustus 1969 commandeerde hij het het op 9 augustus 1967 in dienst gestelde fregat Hr.Ms. Van Nes en van november 1969 tot december 1971 was hij commandant van de Hr.Ms. kruiser De Ruyter.
In 1964 was hij plaatsvervangend lid van de zeekrijgsraad en van 1972 tot 1974 was hij lid van de Marineraad. In juni 1972 werd hij geplaatst bij de hoofdafdeling materieel, waarvan hij van mei 1974 tot juni 1979 Directeur was in de rang van schout-bij-nacht. Hier zette hij zich zeer in voor de bouw van de zogeheten standaardfregatten van de Kortenaer-klasse (Ons Zeewezen oktober 1979, p. 13 en november 1979, p. 6-11). In 1979 ging hij met functioneel leeftijdsontslag. Hierbij kreeg hij de rang van viceadmiraal.
Hij vervulde commissariaten bij Brons Industrie en Hollandse Signaalapparaten BV. Tussen 1986 en 1996 zette hij zich op aanvraag van de ministeries van economische zaken en defensie in voor de reorganisatie van de Koninklijke Schelde Groep na het faillissement van RSV. Ook was hij een sleutelpersoon tussen het bedrijf en de Koninklijke Marine.

## Eretekens
- Ridder in de Orde van de Nederlandse Leeuw
- Officier in de Orde van Oranje Nassau met de zwaarden
- Oorlogsherinneringskruis met drie gespen
- Ereteken voor Orde en Vrede met twee gespen
- Onderscheidingsteken voor Langdurige Dienst als officier XXXV
- Tideman erepenning
- commander Legion of Merit (u.s.a.)
- Grootofficier in de Orde van Leopold II van België